# Bistum San Marco Argentano-Scalea
Das Bistum San Marco Argentano-Scalea (lat.: Dioecesis Sancti Marci Argentanensis-Scaleensis, ital.: Diocesi di San Marco Argentano-Scalea) ist eine in Italien gelegene römisch-katholische Diözese mit Sitz in San Marco Argentano.

## Geschichte
Im Jahre 1179 wurde das Bistum San Marco Argentano durch Papst Gregor VII. errichtet. Am 27. Juni 1818 wurde dem Bistum San Marco Argentano durch Papst Pius VII. mit der Apostolischen Konstitution De utiliori das Bistum Bisignano angegliedert.
Das Bistum Bisignano wurde am 4. April 1979 durch Papst Johannes Paul II. mit der Apostolischen Konstitution Quo aptius wieder vom Bistum San Marco Argentano und Bisignano abgetrennt und dem Erzbistum Cosenza angegliedert. Zudem wurde das Bistum San Marco Argentano und Bisignano in Bistum San Marco Argentano-Scalea umbenannt. Am 30. Januar 2001 wurde das Bistum San Marco Argentano-Scalea dem Erzbistum Cosenza-Bisignano als Suffraganbistum unterstellt.

## Einzelnachweise

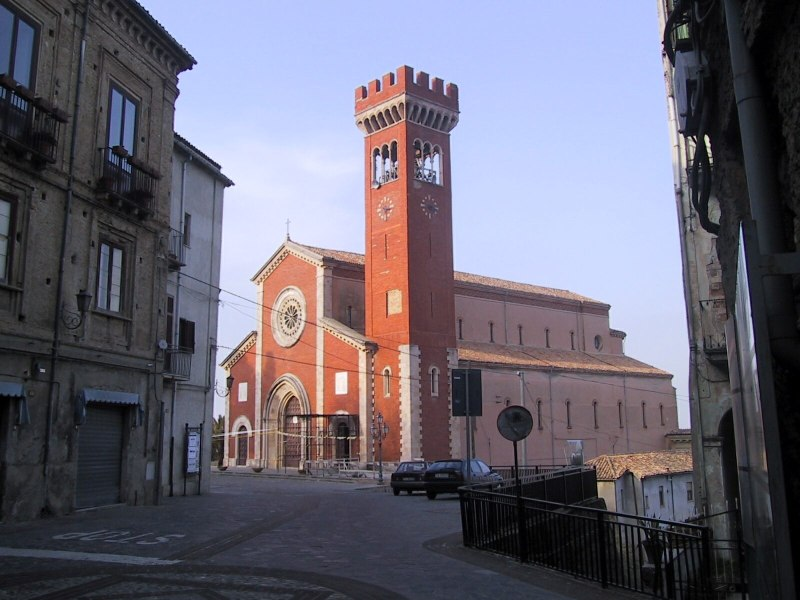
Kathedrale San Nicola in San Marco Argentano